# Charlie Taylor
Charles James Taylor (York, Inglaterra, 18 de septiembre de 1993) es un futbolista británico. Juega como defensa en el Southampton F. C. de la EFL Championship de Inglaterra.

## Trayectoria

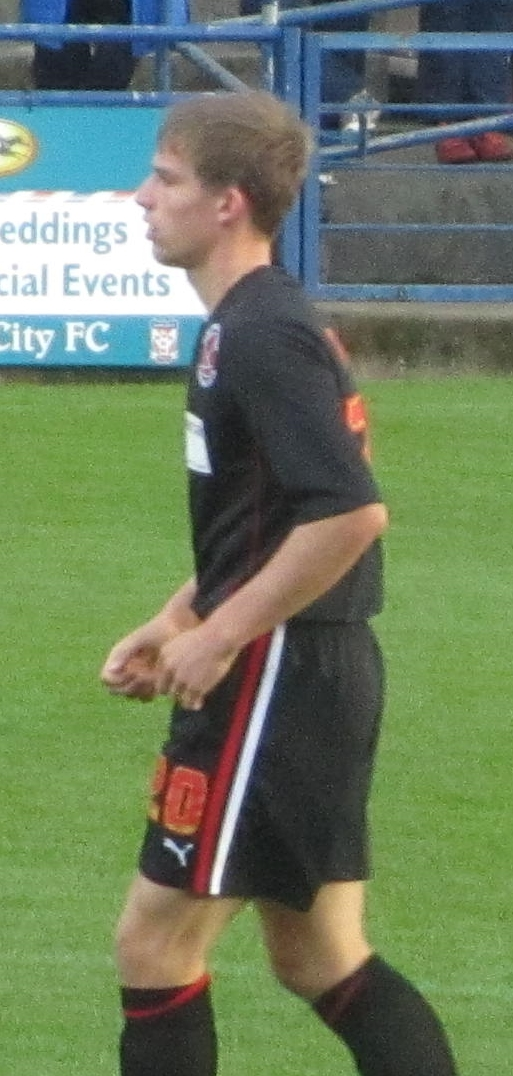
Taylor en el Fleetwood Town en 2013.

A los 17 años de edad, Taylor hizo su debut con el primer equipo del Leeds United entrando en el segundo tiempo contra el Bradford City en la Copa de la Liga, el 9 de agosto de 2011. Taylor hizo su debut en liga el 10 de septiembre de 2011 frente al Crystal Palace, entrando por el suspendido Aidan White.
En enero de 2012 estuvo a préstamo en el Bradford City por seis meses y en el York City durante 3 meses.
El 25 de enero de 2013 fue cedido por seis meses al Inverness CT de Escocia.
El 18 de octubre de 2013 fue cedido y debutó con el Fleetwood Town en la derrota por 2-0 frente al Southend United. Sería titular durante gran parte de la temporada disputando 32 partidos.
Regresó al Leeds el 1 de agosto de 2014 y sería importante para el resto de la temporada 2014-15, disputando 23 partidos y marcando sus dos primeros goles como profesional.
En julio de 2017 fichó por el Burnley F. C. por cuatro temporadas. Finalmente estuvo siete años, en los que disputó 161 partidos en la Premier League, y en julio de 2024 se unió al Southampton F. C.

## Selección nacional
Fue internacional con la selección inglesa sub-19 en 2 ocasiones.

## Clubes
| Club                              | País       | Año       |
| --------------------------------- | ---------- | --------- |
| Leeds United F. C.                | Inglaterra | 2011-2017 |
| Bradford City A. F. C. (préstamo) | Inglaterra | 2012      |
| York City F. C. (préstamo)        | Inglaterra | 2012      |
| Inverness CT F. C. (préstamo)     | Escocia    | 2013      |
| Fleetwood Town F. C. (préstamo)   | Inglaterra | 2013-2014 |
| Burnley F. C.                     | Inglaterra | 2017-2024 |
| Southampton F. C.                 | Inglaterra | 2024-     |